# Barenton-Bugny

Barenton-Bugny este o comună în departamentul Aisne din nordul Franței. În 1 ianuarie 2022 avea o populație de 556 de locuitori.